# In Schwarz
In Schwarz ist das zweite Studioalbum der Chemnitzer Band Kraftklub und erschien am 12. September 2014 über die Labels Vertigo und Universal. Stilistisch vermischt das Album die Genres Indie-Rock und Rap. Wie schon der Vorgänger erreichte das Album Platz eins der deutschen Albumcharts.

## Produktion
Das Album wurde von dem Musikproduzent Philipp Hoppen produziert.

## Covergestaltung
Das Albumcover zeigt zwei gezeichnete Hände, die mit den Fingern jeweils den Buchstaben K formen. Im unteren Teil des Bildes befindet sich der schwarz-weiße Schriftzug Kraftklub und unten rechts steht der weiße Titel In Schwarz auf rotem Untergrund. Der Hintergrund des Covers ist schwarz gehalten.

## Gastbeiträge
Der einzige Gastauftritt des Albums stammt von dem deutschen Rapper Casper, der auf dem Lied Schöner Tag zu hören ist.

## Titelliste
| #  | Titel                      | Länge |
| -- | -------------------------- | ----- |
| 1  | Unsere Fans                | 3:50  |
| 2  | Alles wegen dir            | 3:29  |
| 3  | Wie ich                    | 4:07  |
| 4  | Zwei Dosen Sprite          | 3:47  |
| 5  | Schüsse in die Luft        | 4:09  |
| 6  | Für immer                  | 3:01  |
| 7  | Mein Rad                   | 3:30  |
| 8  | Vorm Proberaum (Skit)      | 2:28  |
| 9  | Blau                       | 3:54  |
| 10 | Hand in Hand               | 2:53  |
| 11 | Meine Stadt ist zu laut    | 4:15  |
| 12 | Schöner Tag (feat. Casper) | 4:01  |
| 13 | Deine Gang                 | 4:03  |

Bonussongs der Deluxe-Edition:
| #  | Titel             | Länge |
| -- | ----------------- | ----- |
| 14 | Weit weg          | 3:48  |
| 15 | Gestern Nacht     | 4:01  |
| 16 | Irgendeine Nummer | 3:52  |

## Chartplatzierungen und Singles
In Schwarz stieg am 26. September 2014 auf Platz 1 in die deutschen Charts ein und belegte in den folgenden Wochen die Ränge 5, 10 und 15. Insgesamt konnte es sich mit Unterbrechungen 52 Wochen in den Top 100 halten. Auch in Österreich und der Schweiz erreichte das Album die Charts. In den deutschen Jahrescharts 2014 belegte der Tonträger Rang 31.
Als Singles wurden vorab die Lieder Hand in Hand und Unsere Fans ausgekoppelt. Später erschienen außerdem Musikvideos zu den Songs Wie ich, Schüsse in die Luft und Blau.

## Verkaufszahlen und Auszeichnungen
In Schwarz wurde im Jahr 2017 für mehr als 200.000 verkaufte Exemplare in Deutschland mit einer Platin-Schallplatte ausgezeichnet.

## Rezeption
| Professionelle Bewertungen | Professionelle Bewertungen |
| -------------------------- | -------------------------- |
| Kritiken                   |                            |
| Quelle                     | Bewertung                  |
| laut.de                    | [ 8 ]                      |

Die Internetseite laut.de bewertete das Album mit drei von möglichen fünf Punkten:

„Musikalisch geht es […] beschwingt zur Sache. Zu altbewährten The Hives-Hommage-Rhythmen ("Unsere Fans", "Alles Wegen Dir", "Für Immer") gesellen sich diesmal luftig lockere Ska-Einwürfe ("Schüsse In Die Luft"), 80s-Indie-Pop-Einschübe ("Blau"), schroffe Hinterhof-Punkrock-Anleihen ("Hand In Hand") und mit Banjo-Klängen untermalte Halbakustik-Spielereien ("Meine Stadt Ist Zu Laut") dazu. […] Langeweile kommt während der knapp dreiviertelstündigen Melange aus Punk, Pop, Rap und Pop jedenfalls nicht auf. Die Band lässt sich nicht beirren. Ohne großen Firlefanz im Gepäck, hüpfen die fünf Chartsstürmer auf bewährtem Terrain umher. Gelegentliche Blicke über den Tellerrand sorgen zudem für eine Vielzahl offener Türen in nahezu alle Richtungen. Da freut man sich doch heute schon auf den nächsten Streich der Klubberer.“